# Megaselia minor
Megaselia minor är en tvåvingeart som först beskrevs av Zetterstedt 1848.  Megaselia minor ingår i släktet Megaselia och familjen puckelflugor. Arten är reproducerande i Sverige. Inga underarter finns listade i Catalogue of Life.